# 693. pehotni polk (Wehrmacht)
Za druge 693. polke glejte 693. polk.
693. pehotni polk (izvirno nemško Infanterie-Regiment 693) je bil eden izmed pehotnih polkov v sestavi redne nemške kopenske vojske med drugo svetovno vojno.

## Zgodovina
Polk je bil ustanovljen 15. decembra 1940 kot polk 14. vala na področju Meiningena iz delov 181. in 503. pehotnega polka; polk je bil dodeljen 339. pehotni diviziji.
15. oktobra 1942 je bil polk preimenovan v 693. grenadirski polk.